# Stupåsen-Hisjöhållan
Stupåsen-Hisjöhållan este o arie protejată (arie specială de conservare — SAC, sit de importanță comunitară — SCI) din Suedia întinsă pe o suprafață de 21,6 ha, integral pe uscat.

## Localizare
Centrul sitului Stupåsen-Hisjöhållan este situat la coordonatele 61°57′23″N 12°13′07″E / 61.9565°N 12.2186°E.

## Înființare
Situl Stupåsen-Hisjöhållan a fost declarat sit de importanță comunitară în iunie 2001 pentru a proteja un număr necunoscut de specii din flora spontană și fauna sălbatică aflate în arealul zonei. Situl a fost protejat și ca arie specială de conservare în martie 2011.

## Biodiversitate
Situată în ecoregiunea boreală, aria protejată conține 2 habitate naturale: Mlaștini turboase de tranziție și turbării mișcătoare, Taiga vestică.
La baza desemnării sitului se află un număr nedeclarat de specii protejate.